# Germanwings

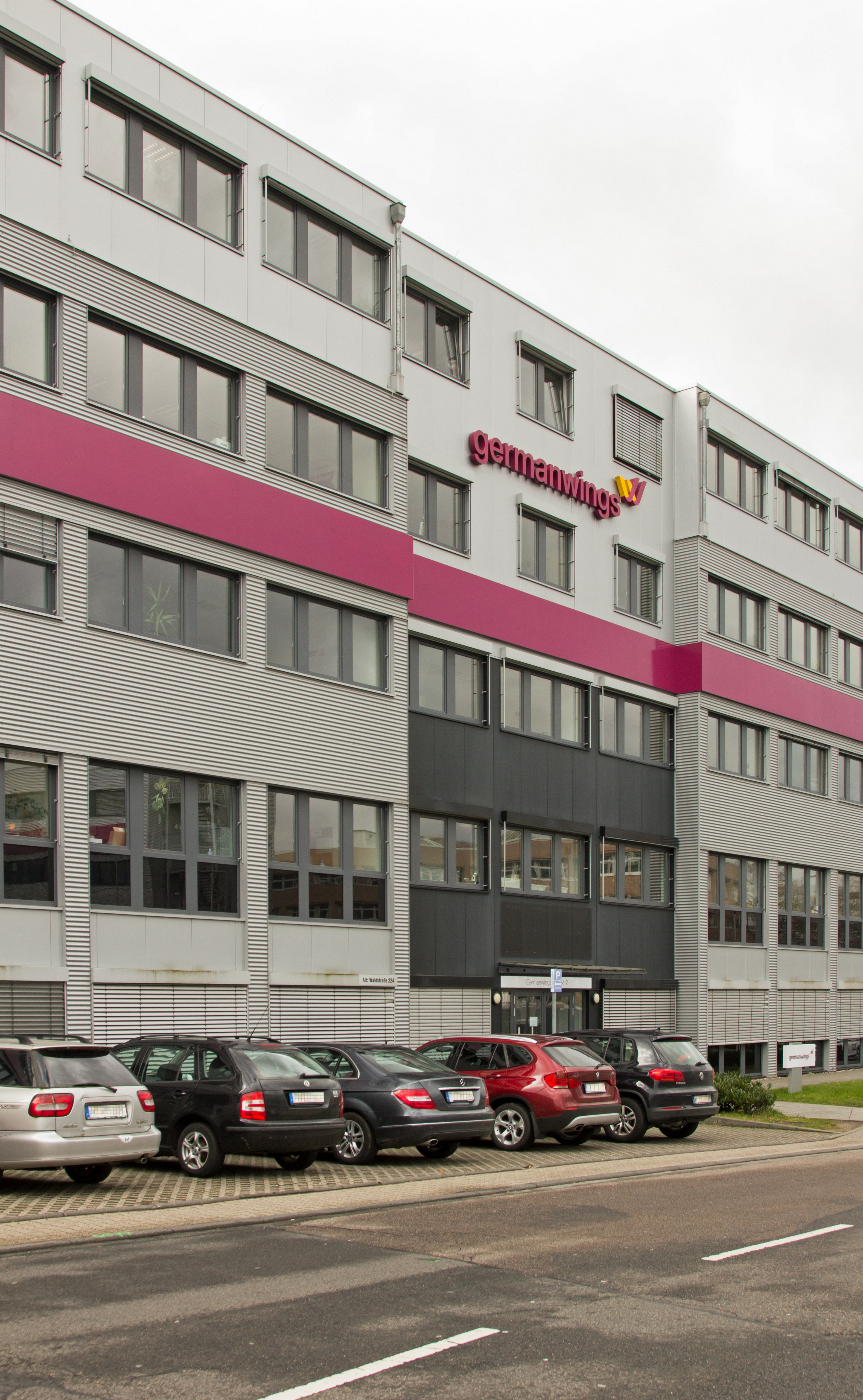
A Sede da Germanwings

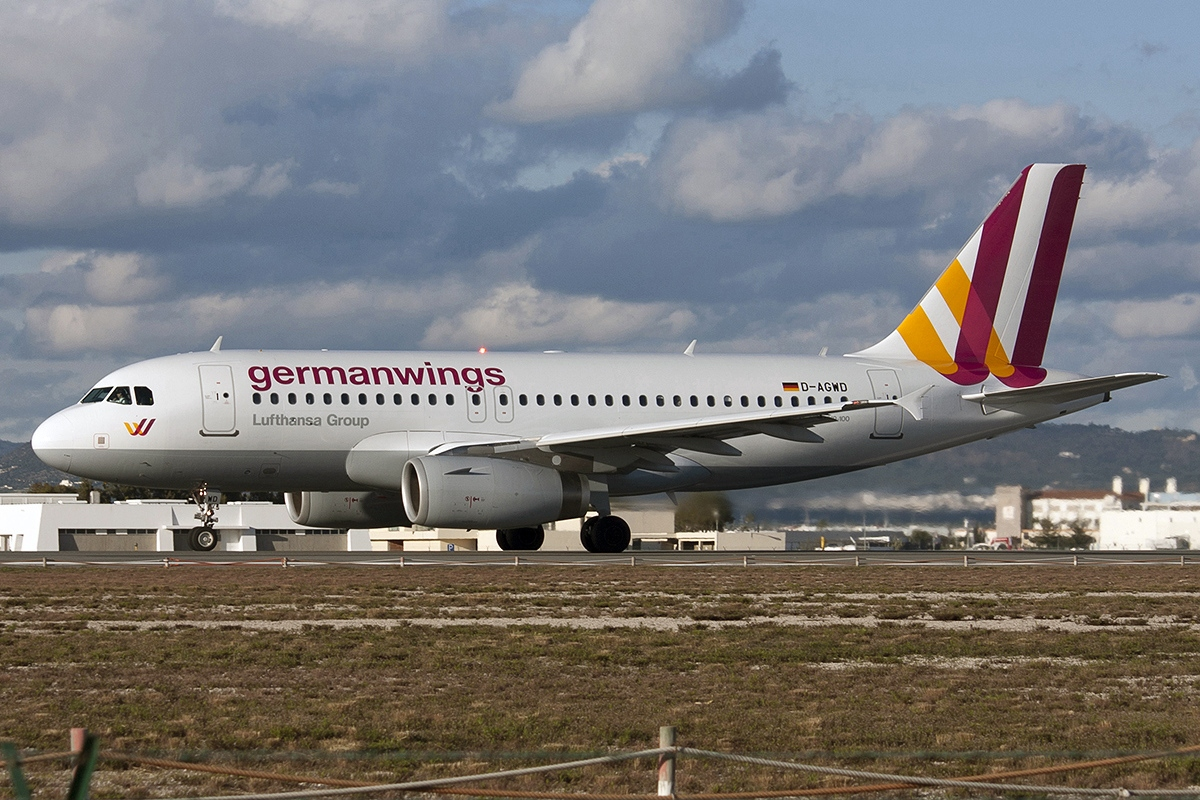
Airbus A319-100 da Germanwings no Aeroporto de Faro, Portugal

A Germanwings foi uma companhia aérea de baixo custo alemã,sediada em Colônia, Alemanha,fusionou com a Eurowings, ambas sendo subsidiárias do Grupo Lufthansa.

## História
A Germanwings foi fundada em 2002 como companhia aérea de baixo custo, pela Eurowings, uma companhia aérea de voos regionais e curta distância do Grupo Lufthansa. O primeiro voo foi realizado em Outubro de 2002.
Em 1 de julho 2013, a “nova Germanwings”, introduziu um conceito totalmente novo de marca e produtos, que permitirá a todos os passageiros “voar à la carte”. Assim como o novo conceito de marca e produtos, o logótipo da Germanwings também foi mudado. O elemento básico é um “W” estilizado, cor de amora e amarelo, que transferirá as “wings” da marca Germanwings para um ícone marcante. Todos os aviões da empresa aérea serão sucessivamente pintados no novo design depois da introdução do novo conceito de marca.
Enquanto a subsidiária assume voos de curta e média distância, Lufthansa fica com os de longa duração. Desde 2012, ela assumiu  sucessivamente todas as rotas domésticas e europeias da Lufthansa, além dos dois centros de conexões em Frankfurt e Munique. Até o final de 2014, este processo de reestruturação será concluído.
Desde finais de 2015 e sob a marca Eurowings, as duas companhias aéreas, Eurowings e Germanwings, operam em conjunto. Além das rotas europeias e em colaboração com a companhia aérea alemã-turca SunExpress, oferecem também voos de longa distância baratos para o mercado desde final de 2015 com até sete Airbus A330-200.

### Destinos
Em abril de 2014 a empresa voava para mais de 100 destinos no continente europeu e tinha para além de Colônia mais sete bases, Berlim, Dortmund, Düsseldorf, Hamburgo, Hanôver e Estugarda.

## Frota
Em data de março de 2015 a Germanwings tinha 85 aviões:.
| Aeronave           | Total |
| ------------------ | ----- |
| Airbus A319        | 43    |
| Airbus A320        | 18    |
| Total de aeronaves | 61    |

## Presença em Portugal
A Germanwings voa para Lisboa a partir de Colónia, o seu principal hub. Posteriormente, em Colónia, redistribui os passageiros com voos de ligação para outros destinos.
A partir de abril de 2015, que corresponde ao verão IATA europeu, a Germanwings vai reforçar as ligações a Portugal, com uma nova rota entre Porto e Dusseldorf e o restabelecimento de três rotas para o aeroporto de Faro, no Algarve, nomeadamente Colónia, Hamburgo e Estugarda.

## Acidentes e Incidentes
- Voo Germanwings 9525: No dia 24 de março de 2015, uma aeronave Airbus A320, matrícula D-AIPX, que ia de Barcelona a Dusseldorf com 150 pessoas a bordo incluindo passageiros e tripulação, foi derrubado pelo copiloto nos Alpes franceses próximo dos Alpes-de-Haute-Provence.[7] No site FlightRadar24.com revela-se que o Airbus da Germanwings estava numa altitude de 38 mil pés e, em apenas oito minutos, desceu para 11 mil pés. Áudios presentes numa das caixas negras mostraram que o piloto foi trancado pelo copiloto do lado de fora da cabine e não pôde voltar. O piloto tentou arrombar a porta, porém desde os atentados de 2001 a porta que da acesso a cabine de comando é reforçada atendendo as exigências internacionais e só pode ser aberta pelo lado de dentro; segundo informações o copiloto teria recebido no mesmo dia em que derrubou o avião um laudo médico que o impedia de voar, e foram encontrados na residência do copiloto documentos que comprovam esta tese, segundo autoridades e amigos o copiloto se mostrava uma pessoa normal e amigável.